# Parc des Bourins
Le parc des Bourins est un parc situé à Vichy, dans le département de l'Allier en région Auvergne-Rhône-Alpes, dans le quartier France – Croix-Saint-Martin. Il est l'un des trois parcs de la ville bordant la rivière Allier avec les parcs Napoléon-III et Kennedy en aval.

## Situation
Le parc des Bourins est situé au sud de la ville de Vichy, dans le quartier France – Croix-Saint-Martin. Il est délimité au nord par l'avenue de France puis par l'avenue de la Croix-Saint-Martin, et au sud par la rivière Allier (partie amont du lac d'Allier).

## Histoire
Le parc, plus récent que les parcs en aval de l'avenue des Célestins (Napoléon-III et Kennedy), est aménagé sur des bras morts de l'Allier appelés localement les « boires ». Le dépôt d'ordures, « favorisant l'assèchement de la rivière » et « foyer d'infection », a été autorisé jusqu'en 1903, date où le préfet autorise l'installation de jeux sportifs.
Les travaux se sont terminés en 1910.

### Parc du Soleil
Le parc du Soleil est un parc avec jeux d'enfants, englobé à l'intérieur du parc des Bourins, permettant la pratique de plusieurs activités sportives.
Depuis 2022, il accueille un jardin pédagogique, permettant à la population de découvrir les activités de jardinage, avec l'aide du service des espaces verts de la ville et du centre de production horticole.

## Gestion
Le parc est géré par la ville de Vichy.

## Lieux et monuments
À l'est du parc, est érigé le kiosque du parc des Bourins, un kiosque à musique installé initialement au parc des Sources et déplacé en 1928 vers le parc des Bourins. Il est inscrit aux monuments historiques en 1986.

## Faune et flore
Le parc compte 591 arbres.

Quelques arbres présents dans le parc des Bourins
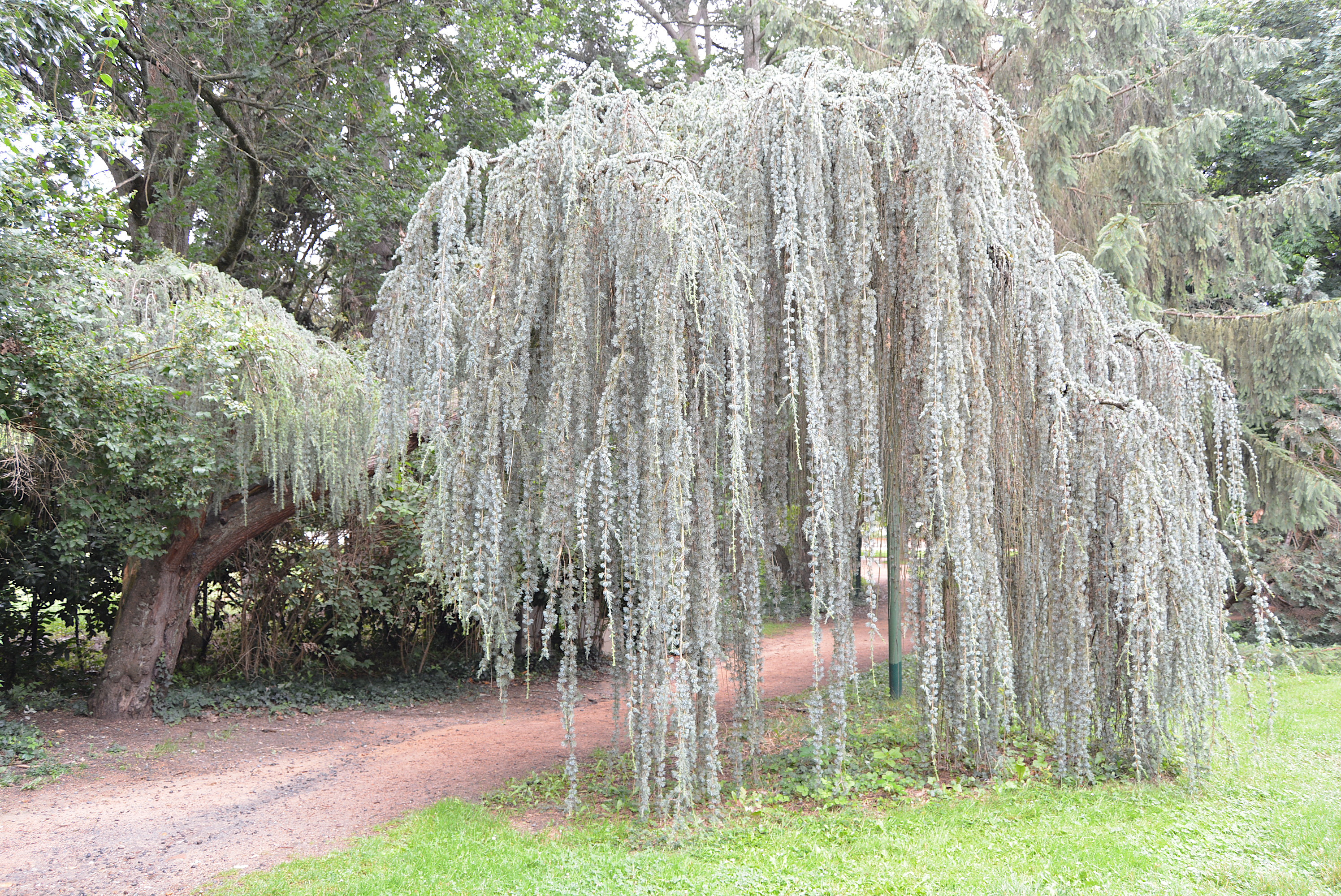
Cèdre de l'Atlas (Cedrus libani subsp. atlantica ‘Pendula’).
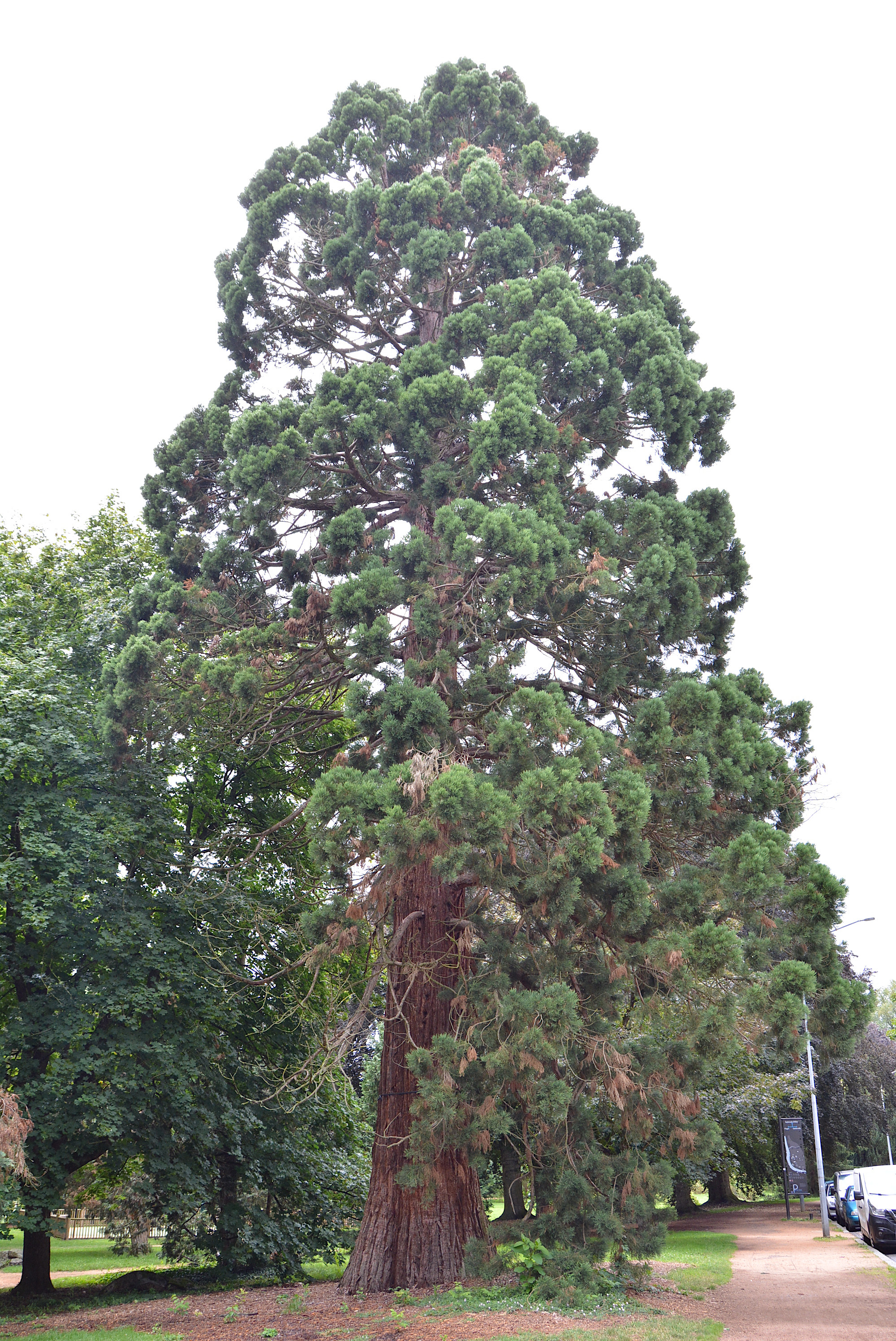
Séquoia de Californie (Sequoiadendron giganteum).
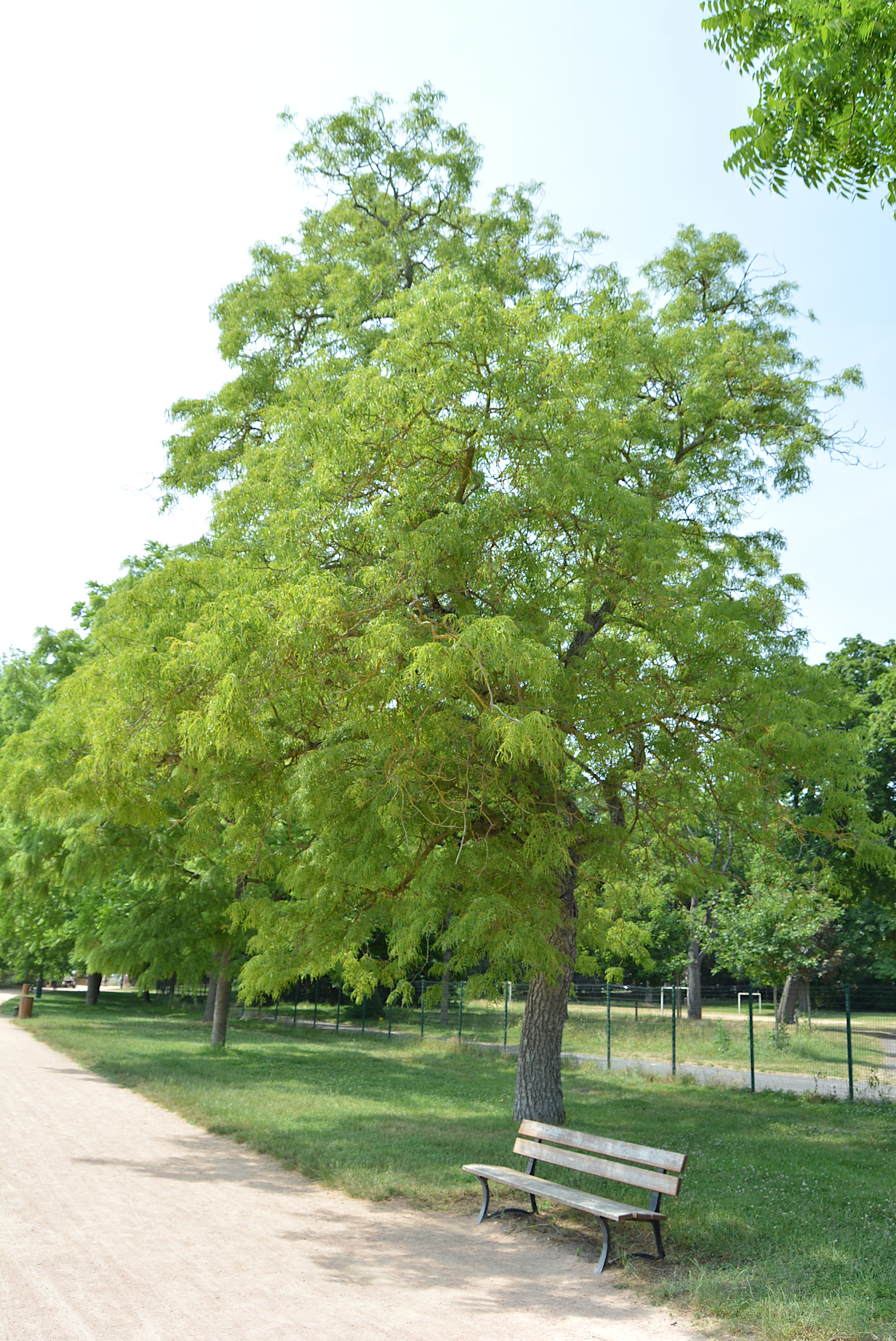
Noyer noir lacinié (Juglans nigra ‘Laciniata’).

De nombreux arbres de ce parc ont été abattus par les agents des espaces verts par mesure de sécurité, en raison notamment de leur état phytosanitaire.
En août 2015, un chêne des Canaries (Quercus canariensis), planté en 1908, et plébiscité des enfants qui grimpaient les branches, est mort après avoir été attaqué par le phellin robuste, un champignon attaquant les chênes, qui a contribué à la dégradation de cet arbre. La direction des espaces verts de Vichy estime que le champignon se serait introduit dès les années 1950.
En 2016, un épisode de grêle endommage certains arbres dont des pins noirs d'Autriche, qui ont perdu leurs aiguilles, et ont été abattus après avoir été contaminés par un champignon.
Le 29 juin 2021, un cèdre tombe sur l'avenue de la Croix-Saint-Martin.

## Événements

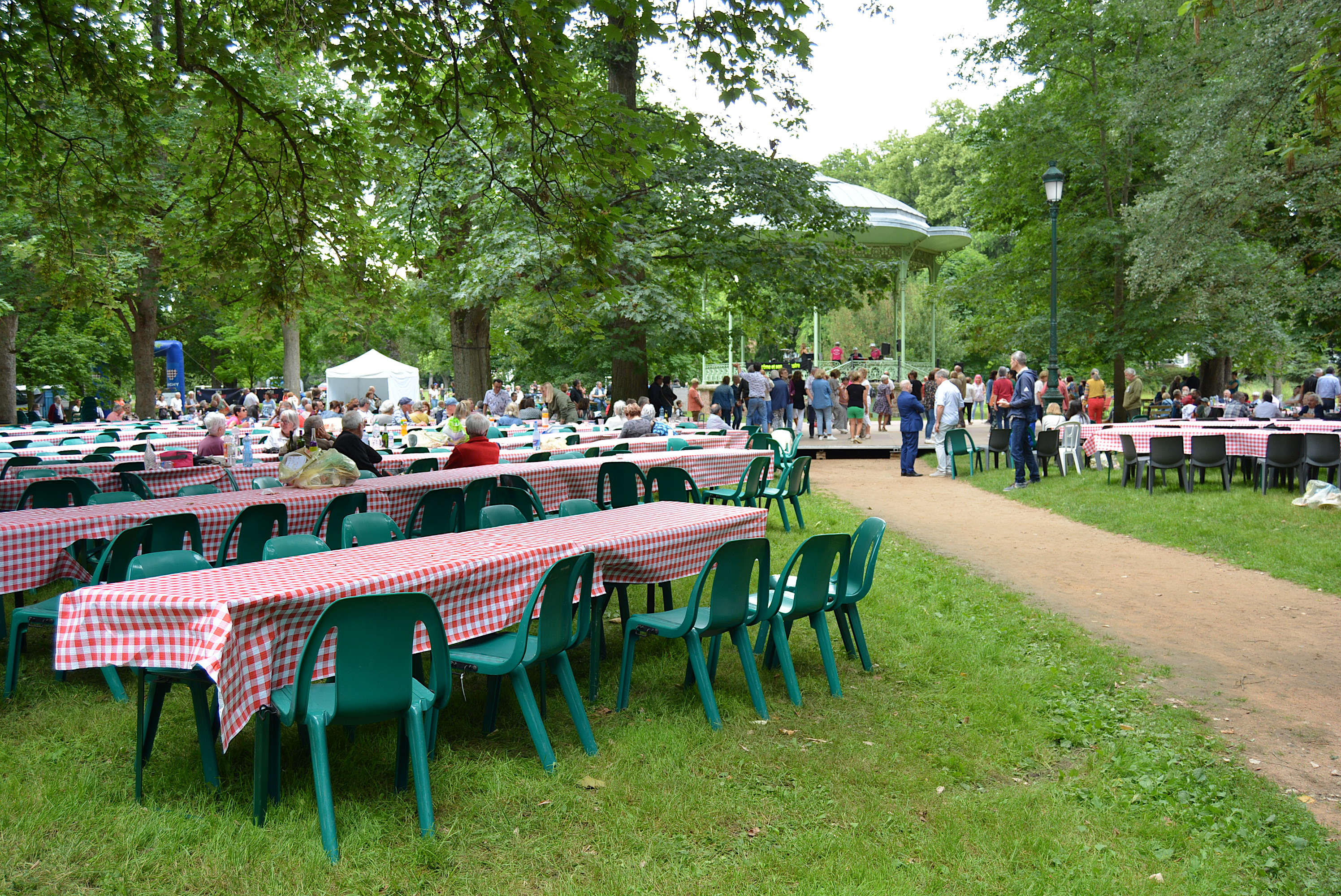
Édition 2024.

Depuis 2010, l'office de tourisme de Vichy organise le grand pique-nique des parcs, tous les derniers dimanches de juin. Plus de mille personnes se rassemblent dans le parc. L'apéritif, les tables, chaises et nappes à carreaux (motif vichy) sont fournis par la ville, l'eau (Vichy Célestins) par la compagnie des Donneuses d'Eau de Vichy. Une animation musicale complète l'événement avec une troupe locale,.